# Албисак
Албисак (фр. Albussac) насеље је и општина у централној Француској у региону Лимузен, у департману Корез која припада префектури Тил.
По подацима из 2011. године у општини је живело 692 становника, а густина насељености је износила 19,08 становника/km². Општина се простире на површини од 36,26 km². Налази се на средњој надморској висини од 350 метара (максималној 637 m, а минималној 240 m).

## Демографија
| 1962. | 1968. | 1975. | 1982. | 1990. | 1999. | 2011. |
| ----- | ----- | ----- | ----- | ----- | ----- | ----- |
| 777   | 851   | 790   | 718   | 739   | 668   | 692   |

График промене броја становника у току последњих година